# Самойлович Михайло Васильович
Миха́йло Васи́льович Самойло́вич (? — після 1692) — полковник гадяцький (1678—1687), московський стольник (1685).

## З життєпису
Батько Василь Самійлович — лебединський священник, брат гетьмана Івана Самойловича. У шлюбі із Марією Максимівною (з Ілляшенків, померла 1688), виховали сина Данила. Тестем був Максим Ілляшенко, колишній лубенський полковник. Із сестрою Михайла Самойловича Євфимією був одружений Павло Полуботок.
Протягом 1680—1685 років розбудовував Іоано-Предтечеву пустинь в с. Михайлівка біля Лебедина.
В 1689 призначений московським урядом воєводою в Лебедин (в тогочасних документах писався як Михайло Васильєв). В 1690 отримав наказ на уряд полковника в Охтирку, однак майже відразу це призначення було скасовано, натомість його призначено воєводою в Устюг.
1692 року за участь у змові проти гетьмана Івана Мазепи засланий до Тобольська. Подальша доля невідома.